# Herbert Gruber
Herbert Gustav Alfred Gruber (* 17. Februar 1913 in Wien; † 28. Jänner 1999 ebenda) war ein österreichischer Filmproduzent und Firmenmanager, der langjährige Chef der größten österreichischen Produktionsfirma nach dem Krieg, Sascha-Filmproduktions-GmbH.

## Leben
Gruber hatte Jura an der Wiener Universität studiert, darin promoviert und anschließend als Rechtsanwalt gearbeitet. Schließlich wurde Herbert Gruber als Geschäftsführer an die Spitze des Sascha-Konzerns berufen. Überdies diente er als Direktor der Österreichischen Film-GmbH (ÖFA). Bis zum Produktionsstopp 1965 stellte Gruber zehn Jahre lang Sascha-Filme entweder als Herstellungs- oder als Gesamtleiter (Produzent) her. In dieser Funktion zeichnete er für die kommerziellen Erfolge diverser Lustspiele mit Peter Alexander (darunter die Graf-Bobby-Komödien 1961–65) verantwortlich, aber auch für die drei letzten Regie-Flops Willi Forsts 1956/57. Der Sascha-Filmverleih vertrieb u. a. die hochprofitablen Sissi-Filme (1955–57). Gruber hatte auch mehrere Funktionärsposten inne. Er wurde am Ober Sankt Veiter Friedhof bestattet.

## Filme (als Produktionsleiter oder Produzent)
- 1954: Und der Himmel lacht dazu (Bruder Martin)
- 1955: Ja, so ist das mit der Liebe (Ehesanatorium)
- 1955: Heimatland
- 1955: Dunja
- 1956: Kronprinz Rudolfs letzte Liebe
- 1956: Lügen haben hübsche Beine
- 1956: Wenn Poldi ins Manöver zieht (Manöverzwilling)
- 1956: Fuhrmann Henschel
- 1956: Roter Mohn
- 1956: Kaiserjäger
- 1957: Die unentschuldigte Stunde
- 1957: Wien, du Stadt meiner Träume
- 1957: Die Lindenwirtin vom Donaustrand
- 1957: Die Heilige und ihr Narr
- 1958: Wenn Mädchen ins Manöver zieh’n
- 1958: Der Priester und das Mädchen
- 1958: Hoch klingt der Radetzkymarsch
- 1958: Mikosch im Geheimdienst
- 1958: Man müßte nochmal zwanzig sein
- 1959: Ich bin kein Casanova
- 1959: Zwölf Mädchen und ein Mann
- 1959: Wenn das mein großer Bruder wüßte
- 1959: Gitarren klingen leise durch die Nacht
- 1959: Geliebte Bestie
- 1960: Mit Himbeergeist geht alles besser
- 1960: Meine Nichte tut das nicht
- 1960: Kriminaltango
- 1961: Die Abenteuer des Grafen Bobby
- 1961: Junge Leute brauchen Liebe
- 1961: Mariandl
- 1961: Saison in Salzburg
- 1961: Die Fledermaus
- 1962: Das süße Leben des Grafen Bobby
- 1962: Die lustige Witwe
- 1962: Mariandls Heimkehr
- 1962: Waldrausch
- 1962: Hochzeitsnacht im Paradies
- 1963: Der Musterknabe
- 1963: Charleys Tante
- 1963: Ein Alibi zerbricht
- 1963: Schwejks Flegeljahre
- 1964: Hilfe, meine Braut klaut
- 1964: Heirate mich, Chéri
- 1964: …und sowas muß um 8 ins Bett
- 1965: Heidi
- 1965: Ferien mit Piroschka
- 1966: Graf Bobby, der Schrecken des Wilden Westens

## Auszeichnungen
- 1978: Großes Silbernes Ehrenzeichen für Verdienste um die Republik Österreich[1]